# Comunidad de comunas del País de Plélan
La Comunidad de comunas del País de Plélan (Communauté de communes du Pays de Plélan en francés), era una estructura intercomunal francesa que estaba situada en el departamento francés de Costas de Armor de la región de Bretaña.

## Historia
Fue creada el 23 de diciembre de 1993 con la unión de siete de las nueve comunas del antiguo cantón de Plélan-le-Petit, y que actualmente forman parte del nuevo cantón de Plancoët.
El 1 de enero de 2013 la comunidad fue suprimida al unirse a la comunidad de comunas de Plancöet-Valle de Arguenon para formar la nueva comunidad de comunas Plancöet-Plélan.

## Nombre
Debe su nombre a que las comunas que la integraban se hallaban en el área de influencia de la comuna de Plélan-le-Petit.

## Composición
La Comunidad de comunas reagrupaba 7 comunas:
| Comuna                 | Código INSEE | Cantón   | Población (2012) | Superficie (km²) | Densidad (hab./km²) |
| ---------------------- | ------------ | -------- | ---------------- | ---------------- | ------------------- |
| La Landec              | 22097        | Plancoët | 744              | 7.59             | 98                  |
| Languédias             | 22104        | Plancoët | 465              | 8.61             | 54                  |
| Plélan-le-Petit        | 22180        | Plancoët | 1805             | 21.23            | 85                  |
| Saint-Maudez           | 22315        | Plancoët | 307              | 5.09             | 60                  |
| Saint-Méloir-des-Bois  | 22317        | Plancoët | 262              | 6.13             | 43                  |
| Saint-Michel-de-Plélan | 22318        | Plancoët | 325              | 7.24             | 45                  |
| Trébédan               | 22342        | Plancoët | 407              | 10.97            | 37                  |

## Competencias
La comunidad es un organismo público de cooperación intercomunal.
Sus recursos provienen del impuesto sobre los rendimientos del trabajo único, del sistema de contribuciones que se aplica a los residuos y asignaciones y subvenciones de diversos socios.
Sus competencias en general se centran en el desarrollo económico, medio ambiental, de empleo y los servicios comunitarios a los habitantes:
- Ordenación del Territorio
  - Plan de Coherencia Territorial (SCOT, en francés).
  - Plan Sectorial.
- Desarrollo y organización económica
  - Acción de desarrollo económico de las actividades industriales, comerciales o de empleo, (apoyo de las actividades agrícolas y forestales...).
  - Creación, organización, mantenimiento y gestión de zonas de actividades industriales, comerciales, terciario, artesanal o turístico.
- Desarrollo y organización social y cultural
  - Actividades culturales y socioculturales.
  - Actividades deportivas.
  - Construcción y/u organización, mantenimiento, gestión de equipamientos o establecimientos culturales, socioculturales, socioeducativos, deportivos…, etc.
  - Transporte escolar.
- Medio ambiente
  - Saneamiento no colectivo.
  - Recogida y tratamiento de los residuos urbanos y asimilados.
  - Protección y valorización del Medio Ambiente.
- Vivienda y hábitat
  - Programa local del hábitat.
- Servicio de vías públicas
  - Creación, organización y mantenimiento del servicio de vías públicas.
- Otros
  - Adquisición comunal de material.
  - Informática, Talleres vecinales.